# هاينريش شينك
هاينريش شينك (بالألمانية: Heinrich Schenck)‏ (و. 1860 – 1927 م) هو عالم نبات، وأستاذ جامعي من ألمانيا . ولد في زيغن.
توفي في دارمشتات ، عن عمر يناهز 67 عاماً.

## مناصب وهيئات
أدار جامعة بون، وجامعة دارمشتات للتكنولوجيا.